# Swiftsure (skib, 1872)
HMS Swiftsure var et panserskib i Royal Navy. Sammen med søsterskibet HMS Triumph udgjorde det Swiftsure-klassen, og de to skibe var bygget til tjeneste i Stillehavet. Navnet "Swiftsure" er et gammelt engelsk udtryk fra den elizabethanske tid, og det er en sammentrækning af "swift" (hurtig) og "pursuer" (forfølger). Swiftsure var det syvende af foreløbigt 10 skibe med dette navn i Royal Navy.

## Design og konstruktion
HMS Swiftsure var designet som et kasematskib (også kaldt central-batteriskib). Det var 85,3 meter langt, 16,8 m bredt og havde en dybgang på 7,6 meter. I designet af Swiftsure var der lagt vægt på, at skibet skulle være en god sejler, da tjenesten i Stillehavet omfattede lange perioder under sejl.

### Fremdrift
Dampmaskinen på Swiftsure var to-cylindret og fra firmaet Maudsley. Den præsterede 4.910 HK og skibet nåede 13,8 knob under prøverne. Skibet medbragte 550 tons kul, og de rakte til 1.600 sømil med en fart på 6 knob. Der var som nævnt lagt vægt på Swiftsures evner som sejlskib, og da skibet til søs sammen med Kanalflåden i september 1871, var det flådens næsthurtigste sejler, kun overgået af fregatten Aurora, der var kendt som et af de hurtigste skibe, Royal Navy havde haft. Skibet var rigget som fuldskib, og selv da det i 1881 blev omrigget med en lidt mindre barkrigning, var det en glimrende sejler.

### Artilleri
Det svære skyts på Swiftsure bestod af 10 styk 22,9 cm riflede forladekanoner. Seks af dem stod på kanondækket, fordelt med tre i hver side. På det øverste dæk stod de sidste fire svære kanoner, i hvert sit hjørne af den pansrede kasemat, så de fik større skudfelt. Disse fire kanoner kunne bruges i al slags vejr, uden risiko for at der trængte vand ind gennem kanonportene. Det mellemsvære skyts bestod af fire 15.2 cm riflede forladere, fordelt med to i henholdsvis for- og agterstavn, og med porte til skydning for- og agterud. Endelig var der seks 20-pundige kanoner til salutter. Da Swiftsure var på værft i 1879-1881, blev det lette og mellemsvære skyts udskiftet. Truslen fra torpedobåde var nu så konkret, at der blev opstillet otte styk 10,2 cm kanoner plus otte hurtigtskydende kanoner, i form af fire styk 57 mm og fire styk 37 mm. Swiftsure fik også selv installeret fire rammer til 35,6 cm torpedoer.

### Panser
Swiftsure var beskyttet hele vejen langs vandlinjen af et smedejernspanser, der var 203 mm tykt midskibs og aftog til 152 mm. Kanonerne i kasematten var beskyttet af 152 mm panser, og pansringen af den tværgående del af kasematten var ligeledes 152 mm. Panseret var fastgjort på et lag teaktræ på mellem 203 og 254 mm. Den samlede vægt af panseret var 975 tons.

## Tjeneste
HMS Swiftsure blev bygget på Palmers værft i Jarrow ved Newcastle. Skibet blev køllagt 11. august 1868 og søsat 15. juni 1870. Swftsure var som nævnt på prøvetogt i september 1871, men derefter var den tilbage på værftet og fik blandt andet installeret dampdrevet styring. Den officielle ibrugtagning skete i juni 1872, og derefter blev Swiftsure sendt til Middelhavsflåden, hvor den afløste HMS Defence. Tjenesten i Middelhavet fortsatte til oktober 1878, hvorefter Swftsure blev sendt tilbage til England og kom på værft. Værftsbesøget omfattede også indretning af indkvartering for den admiral, der kommanderede eskadren i Stillehavet. Swiftsure afløste søsterskibet Triumph i Stillehavet i marts 1882, og blev der til december 1885. Skibet var derefter i reserve, og var så igen i Stillehavet fra april 1888 til oktober 1890. Ved hjemkomsten blev Swiftsure flagskib for reserveflåden i Devonport, indtil august 1891. Derpå var det vagtskib samme sted til 1893, hvor det blev overført til flådens reserve. Under flådemanøvrene i 1893 havde det gamle panserskib svært ved at holde den fart, der var kommanderet, og efter at have signaleret, fik det lov til at hejse sejl. Swiftsure blev dermed det sidste britiske slagskib, der optrådte under sejl sammen med flåden. I 1901 sluttede skibets status som panserskib, og det blev flydende lager med navnet Orontes. Solgt til ophugning i 1908.

## Eksterne links
- Wikimedia Commons har flere filer relateret til Swiftsure (skib, 1872)